# Siedlec (powiat Gostyński)
Siedlec is een dorp in de Poolse woiwodschap Groot-Polen. De plaats maakt deel uit van de gemeente Pępowo en telt 580 inwoners.